# 炉神庙
炉神庙，位于山东省淄博市博山区城西办事处桑园村，是中华人民共和国山东省文物保护单位之一。
2006年12月7日，授予山东省文物保护单位，是一座古建筑。